# 科尔曼·斯科特
科尔曼·斯科特（英語：Coleman Scott，1986年4月19日—），美国男子摔跤运动员，主攻自由式。他曾代表美国参加2012年夏季奥林匹克运动会摔跤比赛，获得男子自由式60公斤级铜牌。